# District historique de Washington Avenue
Le district historique de Washington Avenue (en anglais : Washington Avenue Historic District) est un district historique situé autour de Washington Avenue dans le centre-ville ouest de Saint-Louis. Il est délimité par le Delmar Boulevard au nord, Locust Street au sud, 8th Street à l'est et 18th Street à l'ouest.
Les bâtiments de la zone datent de la fin du XIXe siècle jusqu'au début des années 1920 et présentent différents styles architecturaux populaires de ces époques.
Le district est inscrit au Registre national des lieux historiques (NRHP) depuis 1987.